# La baby aerodinamica kolor karamella
La baby aerodinamica kolor karamella è la traduzione in italiano (Feltrinelli, 19691; Castelvecchi, 20112) del volume di saggi di Tom Wolfe The Kandy-Kolored Tangerine-Flake Streamline Baby (ISBN 0-553-38058-3) pubblicato nel 1965.
La raccolta prende il nome da uno dei primi scritti, inserito nel volume sulla cultura delle auto personalizzate, già pubblicato da Wolfe sulla rivista Esquire nel 1963. Il titolo originale dello scritto del 1963 era There Goes (Varomm !! Varomm !!) That Kandy-Kolored (Thphhhhhh !) Tangerine-Flake Streamline Baby (Rahghhh !) Around the Bend (Brummmmmmmmmmmmmmm) … . Il volume si compone di 22 saggi che non condividono altro tema comune che non sia la tecnica di scrittura di Wolfe. L'articolo per la rivista Esquire insieme al primo volume di Wolfe vengono riconosciuti come uno dei primi esempi di New Journalism.

## Saggi
Nell'introduzione del libro Wolfe afferma che quando doveva scrivere il saggio per la rivista Esquire nel 1963 era stato colpito da un forte blocco dello scrittore. Con l'avvicinarsi della scadenza, Wolfe scrisse i suoi appunti senza badare agli standard convenzionali di scrittura. Sottopose quindi lo scritto all'editor della rivista, Byron Dobell, che lo emendò solo dalla formula di saluto Dear Byron, pubblicandone il resto come articolo.
Nel saggio sulla cultura delle automobili Hot Rod che dà il titolo alla raccolta Wolfe mette in evidenza le figure di Ed Roth, uno dei padri della Kustom Kulture, e su George Barris, che si definiva Il Re dei Personalizzatori (The King of Kustomizer), e sulle loro differenti filosofie di personalizzazione delle auto. Barris si spingeva verso la ricerca della pura arte mentre Roth costruiva le sue auto per essere guidate.
Secondo i critici, il saggio più importante della collezione è però The Last American Hero, nel quale viene tracciato un profilo di Junior Johnson e delle gare automobilistiche statunitensi delle derivate di serie e della NASCAR rispetto a quelle Europee. Nel 1973 da questo saggio verrà anche realizzato un film (in italiano Il diavolo del volante) con Jeff Bridges nei panni di Johnson.
Altri saggi hanno come argomento Las Vegas e le stelle della musica pop Murray The K e Phil Spector.

## Stile di scrittura
Nel volume, a partire dal titolo, Wolfe adotta una forma di linguaggio piuttosto colorito, fa un ampio uso della onomatopea e impiega tutte le forme permesse dalla tipografia quali lettere maiuscole, puntini, numerosi punti esclamativi e così via. Lo stile passa da spiegazioni scientifiche o molto tecniche a forme più colloquiali. Utilizza linguaggi specifici, quali quello medico, dialetti o forme di linguaggio simili alle pubblicità così come volgarità e slang.
Questo stile diventerà il marchio di fabbrica di Wolfe e lo accompagnerà anche in tutti i suoi scritti successivi.
Su diverse edizioni del volume si trova riportata, in modo parziale, un giudizio di Kurt Vonnegut. La frase utilizzata è Veridict: Execellent Book by a Genius (Verdetto: Un eccellente volume da un genio) dove la frase completa è Veridict: Execellent Book by a Genius who will do anything to get attention  (Verdetto: Un eccellente volume da un genio che ha fatto di tutto per attirare l'attenzione).